# حصار علیا (ورامین)
حصار علیا، روستایی از توابع بخش جوادآباد شهرستان ورامین در استان تهران ایران است.

## جمعیت
این روستا در دهستان بهنام عرب جنوبی قرار دارد و براساس سرشماری مرکز آمار ایران در سال ۱۳۸۵، جمعیت آن ۱۴۵ نفر (۳۵خانوار) بوده‌است.

## دهیاری روستای حصارعلیا (حصاراولیاء)
این روستای در سال 1401 از طرف فرمانداری استان تهران جزو روستاهای دارای دهیاری قرار گردید و دهیاری آن تأسیس شد.